# Trímetro iâmbico
Trímetro iâmbico, em composição poética é um verso de seis sílabas métricas (hexassílabo) formado por três iambos, ou seja, três conjuntos seguidos de sílaba átona e sílaba tônica.
Seu esquema representativo fica: U_ U_ U_

## Exemplos

### Letras de música
O pai leva_ao doutor 

a filha_adoentada.

Não come nem estuda,

Não dorme nem quer nada— Luiz Gonzaga: O Xote das Meninas
Não há recordação 

que não tenha seu fim

Ninguém é de ninguém

O mundo_é mesmo_assim.— Altemar Dutra: Ninguém é de ninguém

### Poemas
No_alvorecer da vida_

o_acalentar materno,_

ao clarear da vida,_

o belo fulge_em flor

e na manhã da vida_

o fraquejar do_inverno_

alçando_em sua lida_

o_errante viajor.— Dúvida transcendental (Carlos Severiano Cavalcanti)